# 秋山智江
秋山 智江（あきやま ともえ、1977年8月18日 - ）はミュージシャン、日本のロックバンド03（ゼロサン）のギタリスト。東京都出身。

## 略歴
- 中2からバンドでギターを弾き始める。
- 高校卒業後ギターリストの日高恵一に師事。
- 2001年よりDo As Infinity、ロンドンブーツ1号2号のTV演奏。
- 同年6月よりBRAIN DRIVEのLIVEサポートメンバー。
- 著書に2010年2月ヤマハミュージックメディアより、「すぐできる!“超楽々”女のコのためのアコギ塾★」「すぐできる!“超楽々”女のコのためのエレキ塾★」を出版。